# Лукинське (Кіровський район)
Лу́кинське (рос. Лукинское) — село в Кіровському районі Ленінградської області, Росія.